# Deben (Maß)

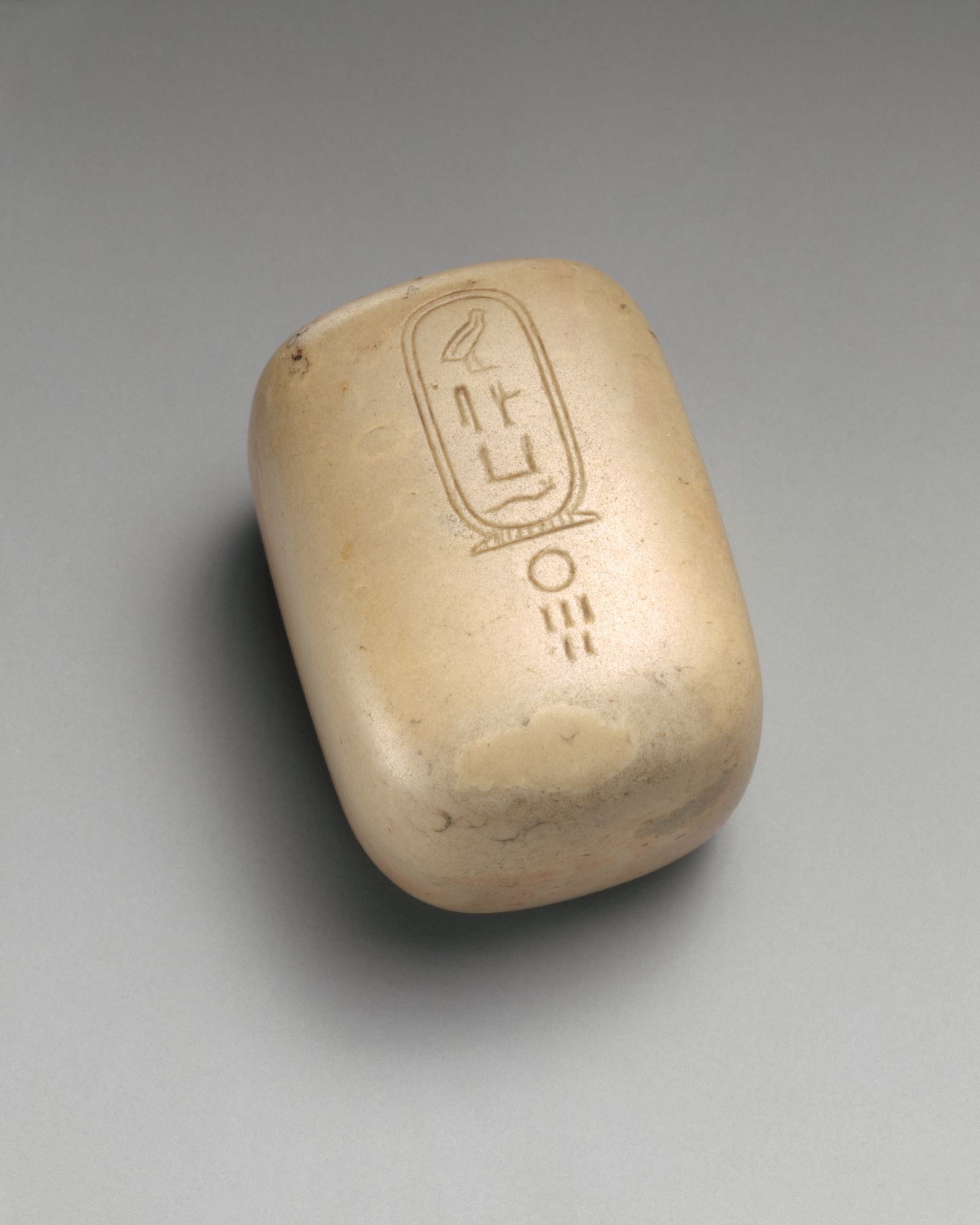
Fünf Deben Gewicht, mit Kartusche von Userkaf

Der Deben ist ein altägyptisches Gewichtsmaß, das ab dem Alten Reich auftritt.

## Wertveränderungen
Im Laufe der Geschichte verändert sich der konkrete Wert erheblich. Im Alten Reich sind Gewichtssteine bekannt, die 13,6 g wiegen. Das Gleiche wiegen die Gewichte von Sesostris I. aus Lischt, aus dem Mittleren Reich. Unter Sesostris III. und Amenemhet III. (ebenfalls Mittleres Reich) kennt man aber auch Deben-Gewichte, die schwerer sind und sich speziell auf die Metalle Gold und Kupfer beziehen. Daher werden sie Kupfer-Deben und Gold-Deben genannt, wobei diejenigen für Kupfer doppelt so schwer waren wie die für Gold, ca. 23,7 g.
Im Papyrus Boulaq 18 (13. Dynastie) wird zwischen einem großen und einem kleinen Deben unterschieden. Im Neuen Reich kommt ein einheitliches Deben-Gewicht auf, das 91 g wiegt und in 10 qedet unterteilt wird.